# Маклафлин, Калеб
Ка́леб Макла́флин (англ. Caleb McLaughlin, род. 13 октября 2001) — американский актёр. Наиболее известен по роли Лукаса Синклера в телесериале «Очень странные дела». Он также играл молодого Симбу в бродвейской постановке мюзикла «Король Лев» в 2012—2014 годах.

## Ранняя жизнь
Маклафлин вырос в Кармеле, небольшом городке в пригороде Нью-Йорка. Он посещал начальную школу Кент, а затем один год ходил в среднюю школу Джорджа Фишера. После окончания пятого класса Маклафлин переехал в Нью-Йорк. Он один год посещал танцевальную школу в родном городке, а затем учился в Гарлемской школе искусств у Одри Линч, бывшего продюсера «Короля Льва».

## Фильмография
| Год          |     | Русское название                    | Оригинальное название             | Роль          |
| ------------ | --- | ----------------------------------- | --------------------------------- | ------------- |
| 2012         | кор |                                     | Noah Dreams of Origami Fortunes   | Ной           |
| 2013         | с   | Закон и порядок: Специальный корпус | Law & Order: Special Victims Unit | мальчик       |
| 2013         | с   | Помнить всё                         | Unforgettable                     | старший брат  |
| 2013         | с   | Вечность                            | Forever                           | Алехандро     |
| 2016         | с   | Оттенки синего                      | Shades of Blue                    | Джей Джей     |
| 2016 — н. в. | с   | Очень странные дела                 | Stranger Things                   | Лукас Синклер |
| 2016         | с   | Голубая кровь                       | Blue Bloods                       | Тоун Лэйн     |
| 2017         | мтф |                                     | The New Edition Story             | Рики Белл     |

## Театр
| Год       | Русское название | Английское название | Роль          | Театр             | Прим.       |
| --------- | ---------------- | ------------------- | ------------- | ----------------- | ----------- |
| 2012—2014 | Король Лев       | The Lion King       | молодой Симба | Минскофф, Бродвей | [ 5 ] [ 6 ] |

## Награды и номинации
| 2017 | Премия Гильдии киноактёров США |                                                 |                     |        |       |
| 2017 | Премия Гильдии киноактёров США | Лучший актёрский состав в драматическом сериале | Очень странные дела | Победа | [ 7 ] |